# Stenhypena
Stenhypena é um gênero de traça pertencente à família Arctiidae.